# La Escalera, Sinaloa
La Escalera är en ort i Mexiko.   Den ligger i kommunen Guasave och delstaten Sinaloa, i den västra delen av landet, 1 200 km nordväst om huvudstaden Mexico City. La Escalera ligger 25 meter över havet och antalet invånare är 514.
Terrängen runt La Escalera är mycket platt. Runt La Escalera är det ganska tätbefolkat, med 100 invånare per kvadratkilometer. Närmaste större samhälle är Guasave, 7,3 km söder om La Escalera. Trakten runt La Escalera består till största delen av jordbruksmark.